# Eksohorda
Eksohorda (lat. Exochorda), monotipski rod ružovki čija je jedina vrsta E. racemosa, listopadni uspravni grm iz srednje Azije i jugoistočne Kine
Ima duguljaste listove, oko 4-6 cm (1,6-2,4 inča) duge i 1-2 cm (0,39-0,79 inča) široke. Cvjetovi su bijeli, a cvjetaju krajem travnja do početka svibnja. Cvjetovi imaju okrugle latice, 12-25 prašnika, u grozdovima u skupinama od oko šest do deset. Njihov promjer je 4 cm (1,6 in). Cvjetovi ustupaju mjesto smeđim sjemenkama koje se raspadaju.
Invazivna vrsta, uvezena u Sjevernu Ameriku i Slovačku.

## Podvrste
- Exochorda racemosa subsp. giraldii (Hesse) F.Y.Gao & Maesen
- Exochorda racemosa subsp. racemosa
- Exochorda racemosa subsp. serratifolia (S.Moore) F.Y.Gao & Maesen
- Exochorda racemosa var. wilsonii Rehder

## Sinonimi
- Amelanchier racemosa Fortune ex Lindl.

## Galerija
- E. racemosa
- E. racemosa
- E. racemosa
- E. racemosa